# Wesselin Blisnakow

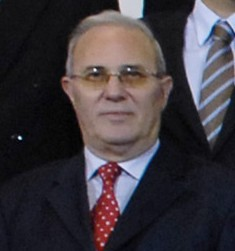
Wesselin Blisnakow (2007)

Wesselin Blisnakow (bulgarisch Веселин Близнаков; * 18. Juni 1944 in Straldscha, Oblast Jambol) ist ein bulgarischer Politiker der Nationalen Bewegung für Stabilität und Fortschritt.

## Leben
Blisnakow studierte Medizin und wurde im Medizinischen Dienst der Bulgarischen Armee tätig. Seit 2001 war er Abgeordneter im Bulgarischen Parlament. Blisnakow war als Nachfolger von Nikolaj Swinarow ab dem 16. August 2005 Verteidigungsminister von Bulgarien. Sein Nachfolger wurde Nikolaj Zonew. Blisnakow ist verheiratet.